# 小梾木
小梾木（学名：Swida paucinervis）为山茱萸科梾木属下的一个种。

## 扩展阅读
- 維基物種上的相關：小梾木